# Nora David, Baroness David
Nora Ratcliff David, Baroness David (* 23. September 1913; † 29. November 2009) war eine britische Politikerin und Angehörige des Oberhauses für die Labour Party.
Nora David besuchte die Girls’ Grammar School in Ashby-de-la-Zouch sowie die St. Felix School in Southwold, bevor sie Anglistik am Newnham College der University of Cambridge studierte. Sie beendete ihr Studium 1935 und heiratete im selben Jahr Richard William David († 1993), mit welchem sie zwei Söhne und zwei Töchter großzog.

## Politische Karriere
1965 wurde sie in Cambridge Friedensrichterin. Von 1968 bis 1974 war sie Stadträtin in Cambridge und danach Mitglied im County Council in Cambridgeshire.
1978 wurde sie als Baroness David, of Romsey in the City of Cambridge zum Life Peer ernannt und war seitdem Mitglied im House of Lords. Ihre politischen Interessen lagen auf den Gebieten Bildung, Umwelt, Innere Angelegenheiten und Kinder.
Von 1979 bis 1997 war sie Sprecherin der Labour-Opposition im Oberhaus für Bildung, mit Ausnahme der Jahre 1985–1987, in denen sie sich der Umweltpolitik widmete.
Seit 1990 war sie Vorsitzende der Children Group.